# 경상남도수산기술사업소
경상남도수산기술사업소(慶尙南道水産技術事業所)는 경상남도 내의 수산기술의 지도·보급에 관한 사무를 수행하기 위하여 경상남도청 산하에 설치된 사업소이다.
사업소장은 지방서기관, 지방기술서기관 또는 지방어촌지도관으로 보한다.

## 연혁
- 1977년 1월: 수산청 국립수산진흥원 충무주재소 설치
- 1997년 5월: 해양수산부 마산지방해양수산청 통영어촌지도소로 변경
- 2004년 1월: 해양수산부 마산창원지방해양수산청 통영해양수산사무소로 변경
- 2008년 2월: 농림수산식품부 국립수산과학원 통영수산사무소로 변경
- 2009년 3월: 경상남도청으로 이관, 경상남도수산기술사업소로 변경

## 조직
사업소장
- 수산관리과
- 기술보급과

### 산하 기관
- 마산사무소
- 사천사무소
- 거제사무소
- 고성사무소
- 남해사무소